# Ranunculus peltatus
Espèce
Statut de conservation UICN

 LC  : Préoccupation mineure
Ranunculus peltatus, la Renoncule peltée, est une espèce de plante à fleurs de la famille des Ranunculaceae.

## Description
C'est une plante herbacée.

## Liste des sous-espèces
Selon Tropicos (19 juillet 2013) (Attention: cette liste brute contient possiblement des synonymes) :
- Ranunculus peltatus subsp. baudotii (Godr.) Meikle ex C.D.K. Cook
- Ranunculus peltatus subsp. baudotii Cook
- Ranunculus peltatus subsp. baudotii Meikle
- Ranunculus peltatus subsp. fucoides (Freyn) Muñoz Garm.
- Ranunculus peltatus subsp. peltatus
- Ranunculus peltatus subsp. saniculifolius C.D.K. Cook

R. p. peltatus est une sous-espèce trouvée en eau fraiche, alors que R. p. baudoti est plutôt trouvée en milieu saumâtre près des côtes.

## Répartition
On trouve l'espèce en Europe, au sud-ouest de l'Asie et dans le nord de l'Afrique.
En Europe, on la trouve de la Belgique à Malte, en passant par la Bosnie-Herzégovine.

## Statut
En France, cette plante est protégée dans le Nord-Pas-de-Calais.
En Suisse, la plante est sur la liste rouge des plantes.